# Eurytrochus maccullochi
Eurytrochus maccullochi is een slakkensoort uit de familie van de Trochidae. De wetenschappelijke naam van de soort is voor het eerst geldig gepubliceerd in 1907 door Hedley als Gibbula maccullochi.